# Andrew Martin Fischer
Andrew Martin Fischer né en 1967, ayant vécu à Montréal, est maître de conférences en politique sociale et démographie à l’Institut des sciences sociales de La Haye.

## Parcours
Andrew Fischer est un économiste du développement. Il a obtenu un MA en science économique en 1994 de l'université McGill à Montréal au Canada. Son travail de thèse portait sur les institutions financières informelles dans le monde en voie de développement. 
À la fin des années 1980, il a travaillé sur les projets d'éducation avec le Ministère de la réforme agraire du gouvernement sandiniste au Nicaragua.
Au début des années 1990, ses recherches ont porté sur les données socio-économiques de la nation Cris dans le nord du Québec. 
Entre 1995 et 2001, il a vécu et travaillé avec les réfugiés tibétains dans le nord de l'Inde, où il a appris à parler tibétain. Doctorant, il a soutenu une thèse à la London School of Economics en 2007 sur les causes socio-économiques des mouvements de réfugiés en provenance de l'ouest de la Chine, .
Il a participé au séminaire « Négociations Tibet-Chine : construire la paix par le dialogue » qui s'est tenu à Ottawa le 23 avril 2004 sous l'égide de Droits et Démocratie et du Comité Canada Tibet, et auquel le 14e dalaï-lama était invité. 
Il a participé à l'ouvrage collectif Authenticating Tibet: Answers to China’s 100 Questions paru en 2008, une édition revue et mise à jour de la version française Le Tibet est-il chinois ?.

## Ouvrages

### Thèse
- (en) Banking on the edge: towards an open ended interpretation of informal finance in the Third World, thèse, 1994.

### Essais
- (en) Poverty by Design: The Economics of Discrimination in Tibet, 2002, Montréal: Canada Tibet Committee.  (ISBN 0-9731527-0-2)

- (en) Urban fault lines in Shangri-La: population and economic foundations of inter-ethnic conflict in the Tibetan areas of Western China, London : Development Research Centre, Development Studies Institute, 2004

- (en) State Growth And Social Exclusion In Tibet: Challenges Of Recent Economic Growth, Volume 47 of Nordic Institute Of Asian Studies Reports, NIAS Press, 2005,  (ISBN 8791114632 et 9788791114632)

- (en) Subsistence capacity: the commodification of labour re-examined through the case of Tibet, London : London school of economics and political science (LSE), Development studies institute (DESTIN), 2006

- (en) A theory of polarisation, exclusion and conflict within disempowered development: the case of contemporary Tibet in China, London School of Economics and Political Science, Development Studies Institute, 2007

- (en) Education for exclusion in western China: structural and institutional dimensions of conflict in the Tibetan areas of Qinghai and Tibet, University of Oxford. Centre for Research on Inequality, Human Security and Ethnicity, 2009

- (en) Is China turning Latin?: China's balancing act between power and dependence on the wave of global imbalances, The Hague : Institute of Social Studies, 2010

### Articles
- (en) Andrew Martin Fischer, « Close encounters of an inner-asian kind : tibetan-muslim coexistence and conflict in Tibet, past and present », Crisis States Programme Working papers series no.1, Crisis States Research Centre, no 68,‎ septembre 2005 (lire en ligne)